# Big Bang Mini
Big Bang Mini es un videojuego para Nintendo DS. Salió a la venta el 21 de enero de 2009 en Norteamérica y el 6 de marzo de 2009 en Europa. Fue desarrollado por Arkedo Studio, conocido por su anterior juego, también de DS, Nervious Brickdown y publicado por SouthPeak Games. 

## Jugabilidad
La mecánica de juego consiste en disparar fuegos artificiales tocando  la pantalla inferior para destruir los enemigos en la pantalla superior. Mientras disparas, fuegos artificiales, escombros y chispas caen de la pantalla superior sobre tu personaje en la pantalla inferior, y debes  esquivar los peligros moviendo al personaje. Big Bang Mini tiene cuatro modos de juego, un modo multijugador y más de 100 niveles.

## Desarrollo
Toda la música del juego es original. Los paisajes presentes en el juego abarcan desde pirámides y árboles hasta diversas ciudades. Los enemigos incluyen superhéroes, payasos, pájaros, dragones chinos y tiburones que disparan rayos láser.

## Recepción
Big Bang Mini recibió "críticas generalmente favorables" según el sitio web de agregación de revisiones Metacritic. El escritor de GameSpot, Chris Watters, elogió el diseño adictivo del juego y el "esquema de control innovador", junto con "visuales maravillosamente vibrantes y música contagiosa" que impulsa el jugar otra vez a personas "nuevas  y veteranas por igual", llamándolo "un paso hacia adelante para el género". Daemon Hatfield de IGN elogió a Arkedo Studios por crear un "juego de disparos psicodélico con imágenes fantásticas; un juego simple y sólido", y concluyó que "si eres fanático de los hyper shooters como Space Invaders Extreme, definitivamente querrás considerar el Big Bang theory. Tiene personalidad y estilo de sobra ".  Matt Helgeson de Game Informer dijo: "Si bien funciona muy bien en su mayoría, los niveles más elaborados comienzan a abrumar las mecánicas imprecisas del juego, causando confusión y frustración. Aun así, es muy divertido".  